# Sephora Kayolo
Sephora Kayolo Mangenza, née le 20 juin 1999, est une joueuse congolaise (RDC) de basket-ball évoluant au poste d'arrière.

## Carrière
Elle participe avec l'équipe de République démocratique du Congo au Championnat d'Afrique féminin de basket-ball 2019, terminant à la sixième place. Elle est médaillée de bronze en basket-ball à trois aux Jeux africains de 2019.
Elle évolue en club à l'ASB Tourbillon.